# Comté d'Ilfracombe
Le comté d'Ilfracombe est une zone d'administration locale au centre du Queensland en Australie.
Le comté comprend la ville de :
- Ilfracombe.